# Districtul Hama

Districtul Hama, în Guvernoratul Hama.

Districtul Hama (în arabă منطقة حماة Ḥamā) este un district (mintaqah) aparținând din punct de vedere administrativ Guvernoratului Hama, Siria. La momentul recensământului din 2004, avea o populație de 644.445 de locuitori. Capitala sa este orașul Hama.

## Sub-districte
Districtul Hama este împărțit în patru subdistricte sau nahie (populație conform recensământului oficial din 2004):
- Subdistrictul Hama (ناحية حماة): populație 467.254.[2]
- Subdistrictul Suran (ناحية صوران): populație 90.654.[3]
- Subdistrictul Hirbnafsah (ناحية حربنفسه): populație 54.592.[4]
- Subdistrictul Al-Hamraa (ناحية الحمراء): populație 32.604.[5]